# Dreapta reală
Acest articol tratează noțiuni avansate. Pentru noțiuni de bază, vedeți axa numerelor.

Dreapta reală

În matematică dreapta reală este dreapta ale cărei puncte au coordonatele exprimate prin numere reale. Adică, dreapta reală este mulțimea {\displaystyle \mathbb {R} } a tuturor numerelor reale, privite ca un spațiu geometric, și anume, spațiul euclidian de dimensiunea unu. Poate fi considerată ca un spațiu vectorial (sau spațiu afin), un spațiu metric, un spațiu topologic, un spațiu de măsură sau un continuum liniar.
Ca și mulțimea de numere reale, dreapta reală este de obicei notată cu simbolul R (sau, alternativ, {\displaystyle \mathbb {R} }). Uneori este notată R1 pentru a sublinia rolul de primul spațiu euclidian.
Acest articol se concentrează pe aspectele R ca spațiu geometric în topologie, geometrie și analiza reală. Numerele reale joacă, de asemenea, un rol important în algebră sub formă de corp ordonat, dar în acest context R este rareori menționat ca fiind o dreaptă. Pentru mai multe informații despre R în toate formele sale, vezi articolul număr real.

## Continuum liniar

Ordinea pe dreapta reală

Fiecare mulțime de pe dreapta reală are un

Dreapta reală este un continuum liniar conform ordonării standard „ < ”. Mai exact, dreapta reală este ordonată liniar de <, iar această ordonare este densă și are proprietatea marginii superioare⁠(d).
În plus față de proprietățile de mai sus, dreapta reală nu are maxim sau minim. Are, de asemenea, o submulțime numărabilă densă, și anume mulțimea numerelor raționale. Există o teoremă conform căreia orice continuum liniar cu o submulțime numărabilă densă și fără element maxim sau minim este un izomorfism de mulțimi ordonate față de dreapta reală.
Dreapta reală satisface, de asemenea, condiția lanțului numărabil: orice colecție de intervale deschise nevide disjuncte mutual din R este numărabilă. În teoria ordinii⁠(d), celebra problemă a lui Suslin se întreabă dacă fiecare continuum liniar care satisface condiția lanțului numărabil care nu are element maxim sau minim este în mod necesar izomorf din punct de vedere al ordonării cu R. S-a dovedit că această afirmație este independentă de sistemul axiomatic standard al teoriei mulțimilor cunoscut sub numele de sistemul axiomatic Zermelo-Fraenkel.

## Ca spațiu metric

Metrica dreptei reale este diferența absolută

O ε-bilă în jurul numărului a

Dreapta reală formează un spațiu metric, cu Metrica dată de diferența absolută:
{\displaystyle d(x,y)=|x-y|.}
Tensorul metric⁠(d) este în mod clar metrica euclidiană unidimensională. Deoarece metrica euclidiană n-dimensională poate fi reprezentată sub formă de matrice ca matricea unitate n × n, metrica dreptei reale este pur și simplu matricea unitate 1 × 1, adică 1.
Dacă p ∈ R și ε > 0, atunci ε-bila din R centrată în p este intervalul deschis (p − ε, p + ε).
Ca spațiu metric, dreapta reală are câteva proprietăți importante:
- Dreapta reală este un Spațiu complet, în sensul că orice șir Cauchy de puncte converge.
- Dreapta reală este conexă pe cale și este unul dintre cele mai simple exemple de spațiu metric geodezic.
- Dimensiunea Hausdorff a dreptei reale este egală cu unu.

## Ca spațiu topologic

Dreapta reală poate fi prin adăugarea punctului de la infinit

Dreapta reală are o topologie standard, care poate fi introdusă în două moduri diferite, echivalente. În primul rând, deoarece numerele reale sunt total ordonate, ele au o topologie de ordine⁠(d). În al doilea rând, numerele reale moștenesc o topologie metrică din metrica definită mai sus. Topologia de ordine și topologia metrică pe R sunt aceleași. Ca spațiu topologic, dreapta reală este homeomorfă⁠(d) cu intervalul deschis (0, 1).
Trivial, dreapta reală este o varietate topologică⁠(d) de dimensiune 1. Până la homeomorfism, este una dintre cele două 1-varietăți diferite conexe fără frontieră, cealaltă fiind cercul. De asemenea, are o structură diferențiabilă standard, făcând-o o varietate diferențiabilă⁠(d). (Până la difeomorfism există o singură structură diferențiabilă pe care o admite spațiul topologic.)
Dreapta reală este un spațiu local compact⁠(d) și un spațiu paracompact⁠(d), precum și un spațiu cu bază numărabilă și un spațiu normal. Este, de asemenea, conexă pe cale, prin urmare, este un spațiu conex, deși poate fi deconectat prin eliminarea unui punct oarecare. Dreapta reală este, de asemenea, contractibilă, ca atare toate grupurile sale de omotopie⁠(d) și omotopie redusă sunt zero.
Ca spațiu local compact, dreapta reală poate fi compactificată în mai multe moduri diferite. Compactificarea Alexandrov⁠(d) a lui R este un cerc (și anume, dreapta proiectivă reală), iar punctul suplimentar poate fi considerat ca un infinit fără semn. Alternativ, dreapta reală are două capete, iar compactificarea finală rezultată este dreapta reală încheiată⁠(d) [−∞, +∞]. Există și compactificarea Stone–Čech⁠(d) a dreptei reale, care implică adăugarea unui număr infinit de puncte suplimentare.
În unele contexte este util să fie plasate alte topologii pe mulțimea numerelor reale, cum ar fi topologia Sorgenfrey⁠(d) sau topologia Zariski⁠(d).

## Ca spațiu vectorial

Bijecția dintre punctele dreptei reale și vectori

Dreapta reală este un spațiu vectorial peste corpul R de numere reale (adică peste ea însăși) de dimensiunea 1. Are înmulțirea obișnuită ca spațiu prehilbertian, făcându-l un spațiu vectorial euclidian. Norma definită de acest produs este pur și simplu valoarea absolută.

## Ca spațiu de măsură
Dreapta reală are o măsură canonică, și anume măsura Lebesgue. Această măsură poate fi definită drept completarea unei măsuri Borel definită pe R, unde măsura oricărui interval este lungimea intervalului.
Măsura Lebesgue pe dreapta reală este unul dintre cele mai simple exemple de măsura Haar⁠(d) pe un grup local compact.

## În algebrele reale
Dreapta reală este un subspațiu⁠(d) unidimensional al unei algebre reală A unde R ⊂ A. De exemplu, în planul complex z = x + i y, subspațiul {z : y = 0} este o dreaptă reală. Similar, algebra cuaternionilor
q = w + x i + y j + z k
are o dreaptă reală în subspațiul {q : x = y = z = 0}.